# Raión de Tajtamukái
El raión de Tajtamukái (en ruso: Тахтамукайский район; en adigué:Тэхъутэмыкъуае район) es uno de los siete raiones en los que se divide la república de Adiguesia, en Rusia. Está situado en la parte noroccidental de la república y limita con el raión de Krasnoarméiskaya del krai de Krasnodar al noroeste, con la Ciudad de Krasnodar al norte, con el raión de Teuchezh al este, con el raión de Séverskaya y la Ciudad de Goriachi Kliuch del vecino krai al sur y suroeste. Tiene una superficie de 467.8 km² y tenía una población de 122 759 habitantes en 2021.
Su centro administrativo es el aul de Tajtamukái.

## Geografía
Está ubicado en la llanura al sur del río Kubán, a los pies de las estribaciones septenterionales del sistema montañoso del Cáucaso y en la orilla oeste del embalse de Krasnodar. El territorio del distrito está surcado por varios de los afluentes y subafluentes del Kubán, tales como el Chibi, el Sups, el Une Ubat o el río Afips. También hay varios embalses en el territorio del raión: el Shapsug, el de Shendzhi, y el Oktiabrski.

## Historia
El raión se estableció el 5 de agosto de 1924 en el Óblast Autónomo Adigué del krai del Sudeste en parte del disuelto ókrug de Psékups. Inicialmente, estaba constituido por siete selsoviets: Afipsip, Lakshukái, Novobzhegokái, Pchegatlukái, Starobzhigokay, Tajtamukái y Shendzhi.
Del 7 de febrero de 1929 al 28 de diciembre de 1934 la zona fue disuelta y su territorio integrado en el raión de Psékups. Del 13 de febrero de 1936 al 26 de octubre de 1938 el aul Tajtamukái pasó a llamarse Jakurate y el distrito Jakuratinski. Del 5 de diciembre de 1956 al 5 de agosto de 1957 se le anexiona el territorio del disuelto raión de Teuchezh. El 5 de agosto de 1957 el aul Tajtamukái y el raión fueron rebautizados como Oktiabrski. El 1 de febrero de 1963 fue disuelto el raión, que pasó a formar parte del raión de Teuchezh con centro en Oktiabrski. El 25 de abril de 1983 fue restaurado el raión y en 1992 volvió a denominarse Tajtamukái. El 1993 se disolvieron los selsoviets y en 2005 se estableció la composición en siete entidades municipales: dos asentamientos de tipo urbano y cinco asentamientos de tipo rural.

## Demografía
En 2021 contaba con 122 759 habitantes, lo que representó un incremento promedio anual del 5.3% frente a los 69 662 habitantes registrados en el censo anterior. El 66.8% (82 008 personas) era población urbana y el 33.2% (40 751 personas) era población rural. El 47.2% de los habitantes eran hombres y el 52.8% mujeres.
| Año  | Población |
| ---- | --------- |
| 1959 | 34 322    |
| 1989 | 64 650    |
| 2002 | 65 674    |
| 2010 | 69 662    |
| 2021 | 122 759   |

| Gráfica de evolución demográfica de Raión de Koshejabl entre 2002 y 2021 |
|                                                                          |
| Fuente: Servicio Estatal de Estadística la Federación Rusa               |

## División administrativa
El raión se divide en dos municipios urbanos y cinco municipios rurales, que engloban 27 localidades:
| Municipios de tipo urbano           | Poblaciones*                                                                                                |
| ----------------------------------- | --- |
| Municipio urbano Enémskoye          | - Asentamiento de tipo urbano Enem - posiólok Druzhni - aul Novobzhegokái - jútor Novi Sad - jútor Supovski |
| Municipio urbano Yablonovskoye      | - Asentamiento de tipo urbano Yablonovski - posiólok Novi - posiólok Perekatni                              |
| Municipios de tipo rural            | |
| Municipio rural Afipsipskoye        | - aul Afipsip - posiólok Kubanstrói - aul Panajes - aul Pseituk - aul Jashtuk                               |
| Municipio rural Kozetskoye          | - aul Kozet                                                                                                 |
| Municipio rural Starobzhegokáiskoye | - aul Starobzhegokái - posiólok Nóvaya Adygueya - jútor Jomuty                                              |
| Municipio rural Tajtamukáiskoye     | - aul Tajtamukái - jútor Apostolidi - aul Natujái - posiólok Otradni - posiólok Prikubanski - posiólok Sups |
| Municipio rural Shendzhiskoye       | - aul Shendzhi - jútor Krasnoarmeiski - jútor Novomoguiliovski - jútor Staromoguiliovski                    |

*Los centros administrativos están resaltados en negrita.

### Localidades
Gran parte de la población del raión se agrupa en el centro administrativo y localidades de carácter rural.
| Nombre          | Tipo de localidad   | Población 2002 | Población 2010 | Población 2021 |
| --------------- | ------------------- | -------------- | -------------- | -------------- |
| Enem            | Asentamiento urbano | 17 654         | 17 890         | 3165           |
| Yablonovski     | Asentamiento urbano | 25 063         | 26 171         | 54 291         |
| Nóvaya Adygueya | Asentamiento rural  | 764            | 2051           | 13 058         |
| Tajtamukái      | Aúl                 | 5117           | 5214           | 6075           |